# Rec de Riplou
 (juin 2025).
Si vous disposez d'ouvrages ou d'articles de référence ou si vous connaissez des sites web de qualité traitant du thème abordé ici, merci de compléter l'article en donnant les références utiles à sa vérifiabilité et en les liant à la section « Notes et références ».
Le rec de Riplou (également connu sous Ruisseau de Ribou) est une rivière du Sud de la France, dans la région Occitanie, dans le département de l'Aude, sous-affluent du Fresquel par le Lampy.

## Géographie

Prise de source du Rec de Riplou à Villemagne

Le rec de Riplou prend sa source sur une prairie au nord de Villemagne dans le parc naturel régional du Haut-Languedoc, longe la campagne de Verdun-en-Lauragais sur quelques kilomètres, jusqu'à rejoindre le Lampy en rive gauche à Cenne-Monestiés.

### Communes et cantons traversés
Le ruisseau traverse l'ouest de la commune de Villemagne ainsi que Cenne-Monestiés, ou il prend sa confluence avec le Lampy.
Il prend sa source et conflue le Canton de la Malepère à la Montagne Noire.